# José Luis Bustamante y Rivero
Pour les articles homonymes, voir Rivero et Bustamante.
José Luis Bustamante y Rivero (Arequipa, 15 janvier 1894 - Lima, 11 janvier 1989) est un homme d'État, avocat et écrivain péruvien. Il est président de la République de 1945 jusqu'au coup d'État de 1948. Il est aussi le président de la Cour internationale de justice de 1967 à 1969.

## Jeunes années et carrière politique
Il fait des études de droit à l’Universidad Nacional de San Agustín de Arequipa puis à l’Universidad Nacional San Antonio Abad de Cuzco. Il est professeur de droit de l’Universidad Nacional San Agustín d’Arequipa entre 1921 et 1934. Bustamante y Rivero s’intéresse à la politique, il rédige le manifeste à l’origine du coup d’État de 1930 qui évince le président Augusto B. Leguía. Il gagne rapidement la confiance du successeur de Leguía, Luis Miguel Sánchez Cerro, et exerce plusieurs fonctions importantes comme le portefeuille de l’Éducation en 1930. Il entame une nouvelle carrière en 1934 comme diplomate. Il est ainsi ambassadeur du Pérou en Bolivie, ministre plénipotentiaire dans ce même pays, en Uruguay et dans plusieurs pays des Amériques.

## Présidence

### élection et premières mesures
En 1945, il remporte les élections présidentielles en tant que candidat du Frente Democrático Nacional (Front démocratique national), un parti modéré de centre-gauche, avec l’appui de l’Alliance populaire révolutionnaire américaine). Face à lui, il a le candidat de la Légion patriotique indépendante, le général Eloy G. Ureta. Bustamante y Rivero a une avance confortable dans une élection relativement honnête. Il devient président du pays le 28 juillet.
Pendant les sept premiers jours de sa présidence, Bustamante y Rivero rétablit la liberté de la presse et les libertés publiques et libère tous les prisonniers politiques. De formation juridique et d’une probité reconnue, il gouverne le pays avec un légalisme inhabituel dans l’histoire du Pérou. Il purge l’Armée, et prend le contrôle du Trésor Public. On lui doit un accord international important pour établir la bande des 200 milles au large du Pérou.

### Troubles et coup d’État
Mais en 1947 il perd l’appui de l’Alliance populaire révolutionnaire américaine d'Haya de la Torre, ce qui limite sa marge de manœuvre.
Le meurtre du patron de presse ultraconservateur Francisco Grana Garland, un membre éminent de l’élite péruvienne et ennemi juré de l’Alliance populaire révolutionnaire américaine, déclenche une crise politique qui est immédiatement imputée à l’influence qu’exerce l’Alliance populaire révolutionnaire américaine sur le gouvernement. Le Président Bustamante y Rivero est contraint de nommer un cabinet militaire pour calmer la crise. En octobre 1948, des marins et officiers rebelles s’emparent de cinq bâtiments de guerre, dont ils enferment ou abattent les commandants. Ils envoient des troupes à terre avec l’appui d’un bombardement intensif. Des marins basés à terre prennent l’Académie navale, l’Arsenal de la Marine, et la Forteresse du Roi Philippe. Après que les troupes loyales au gouvernement ont écrasé la révolte, Bustamante y Rivero suspend tous les droits civils. L’insurrection a été selon lui l’œuvre de l’Alliance populaire révolutionnaire américaine. Il ordonne aux troupes gouvernementales d’occuper le siège de l’Alliance populaire révolutionnaire américaine et de saisir l’imprimerie du journal du parti, La Tribuna. Plusieurs dirigeants Apristes sont arrêtés. Mais pour le cabinet militaire du gouvernement, ces démonstrations de force ne suffisent pas.
Le 29 octobre 1948, un coup d’État militaire conduit par le ministre général Manuel A. Odría, renverse le président Bustamante y Rivero qui s’exile en Argentine à Buenos Aires puis à Genève.

## Le retour aux responsabilités

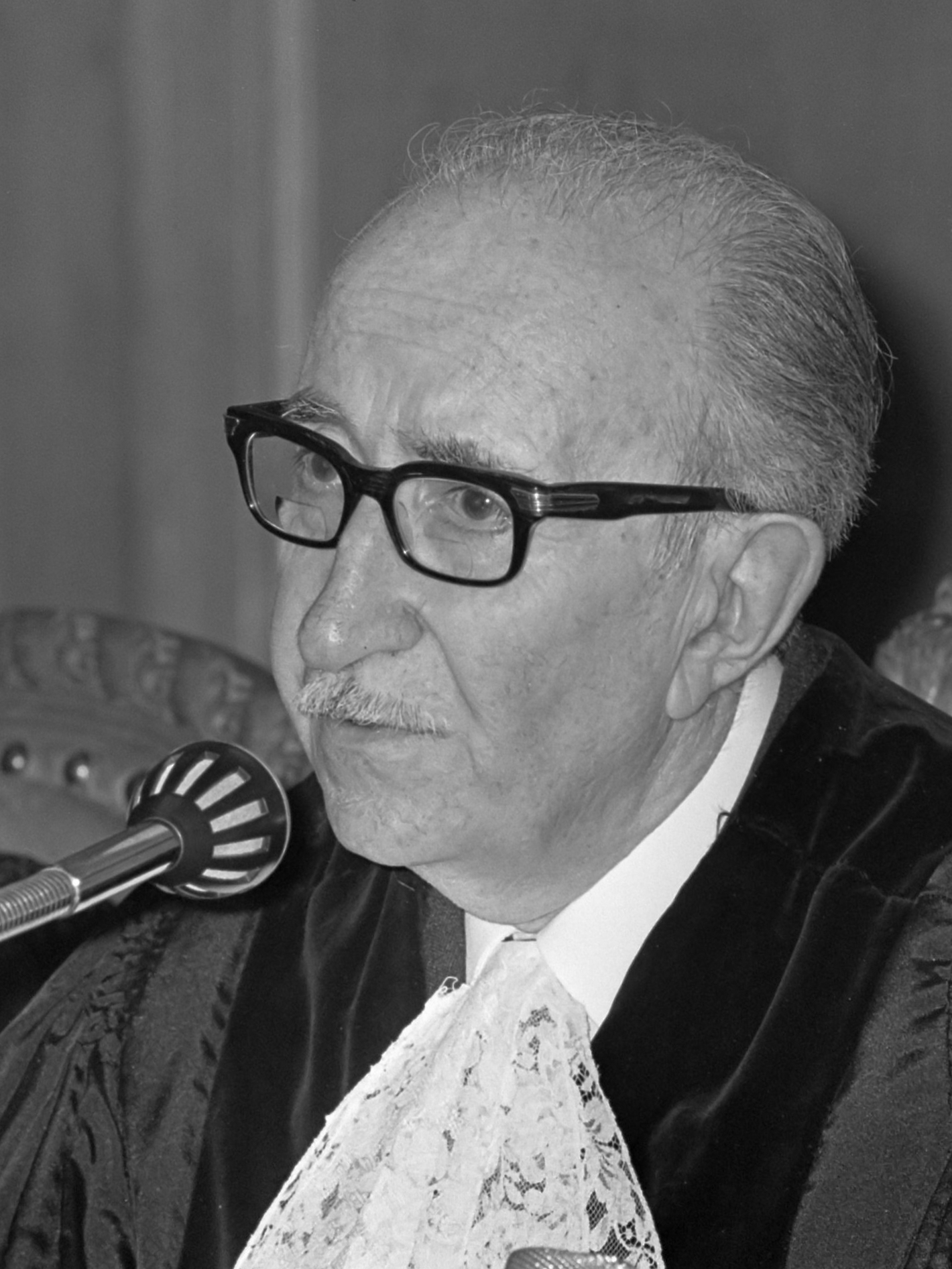
Président de la Cour internationale de justice de La Haye (1968)

Il reviendra au Pérou en 1956 quand se termine l’"Ochenio" d’Odría. À partir de ce moment il occupe de nouvelles charges publiques comme le portefeuille des Relations Extérieures en 1960.
En 1960, il est élu membre de la Cour internationale de justice de La Haye et occupe le siège de président de 1967 à 1970. Son épouse est morte centenaire en 1990.

### Publications
José Luis Bustamante y Rivero est l’auteur de plusieurs études juridiques ou sur d’autres sujets consultables à la Bibliothèque nationale du Pérou. Il a publié ses travaux dont : 
- Arequipa (1947)
- Tres años de lucha por la democracia en el Perú (1949)
- Panamericanismo e iberoamericanismo (1951)
- Artesanía textil en el Perú (1952)
- Mensaje al Perú : Perú, estructura social (1960)
- La Corte Internacional de justicia (1964)
- Una visión del Perú (1972)
- Derecho del mar (1972)